# Mi maior

Na música, Mi maior (abreviatura no sistema europeu Mi e no sistema americano de cifras E) é a tonalidade que consiste na escala maior de mi, que contém as notas Mi, Fá sustenido, Sol sustenido, Lá, Si, Dó sustenido, Ré sustenido e Mi. A sua escala maior harmônica contém um dó. A sua armadura contém quatro sustenidos, para assim seguir o padrão estrutural do modo maior (que possui cinco intervalos de tons e dois intervalos de semitons entre as notas). A sua tonalidade relativa é dó sustenido menor e a sua paralela mi menor. As alterações para as versões melódicas e harmônicas são escritas se necessárias.

## Composições clássicas em mi maior
- Morceaux de Fantaisie 3 - Melody in E Major[2] - Sergei Vasilievich Rachmaninoff
- Sonata para piano n.º 9 (Beethoven) [3]
- Primavera [4] , de Antonio Vivaldi
- Concerto em mi maior,  BWV 1042 [5] de Johann Sebastian Bach

## Canções em mi maior
- Dormi na Praça de Bruno & Marrone.
- Vira-Vira de Mamonas Assassinas.
- Ai, Ai, Ai de Xuxa.